# Episodi di Perry Mason (serie televisiva 2020) (seconda stagione)
La seconda e ultima stagione della serie televisiva Perry Mason, composta da otto episodi, è stata trasmessa sul canale statunitense via cavo HBO dal 6 marzo al 24 aprile 2023.
In Italia, la stagione è andata in onda su Sky Atlantic dal 14 maggio al 4 giugno 2023.
| nº | Titolo originale | Prima TV USA   | Prima TV Italia |
| -- | ---------------- | -------------- | --------------- |
| 1  | Chapter Nine     | 6 marzo 2023   | 14 maggio 2023  |
| 2  | Chapter Ten      | 13 marzo 2023  | 14 maggio 2023  |
| 3  | Chapter Eleven   | 20 marzo 2023  | 21 maggio 2023  |
| 4  | Chapter Twelve   | 27 marzo 2023  | 21 maggio 2023  |
| 5  | Chapter Thirteen | 3 aprile 2023  | 28 maggio 2023  |
| 6  | Chapter Fourteen | 10 aprile 2023 | 28 maggio 2023  |
| 7  | Chapter Fifteen  | 17 aprile 2023 | 4 giugno 2023   |
| 8  | Chapter Sixteen  | 24 aprile 2023 | 4 giugno 2023   |